# Seeking Raven

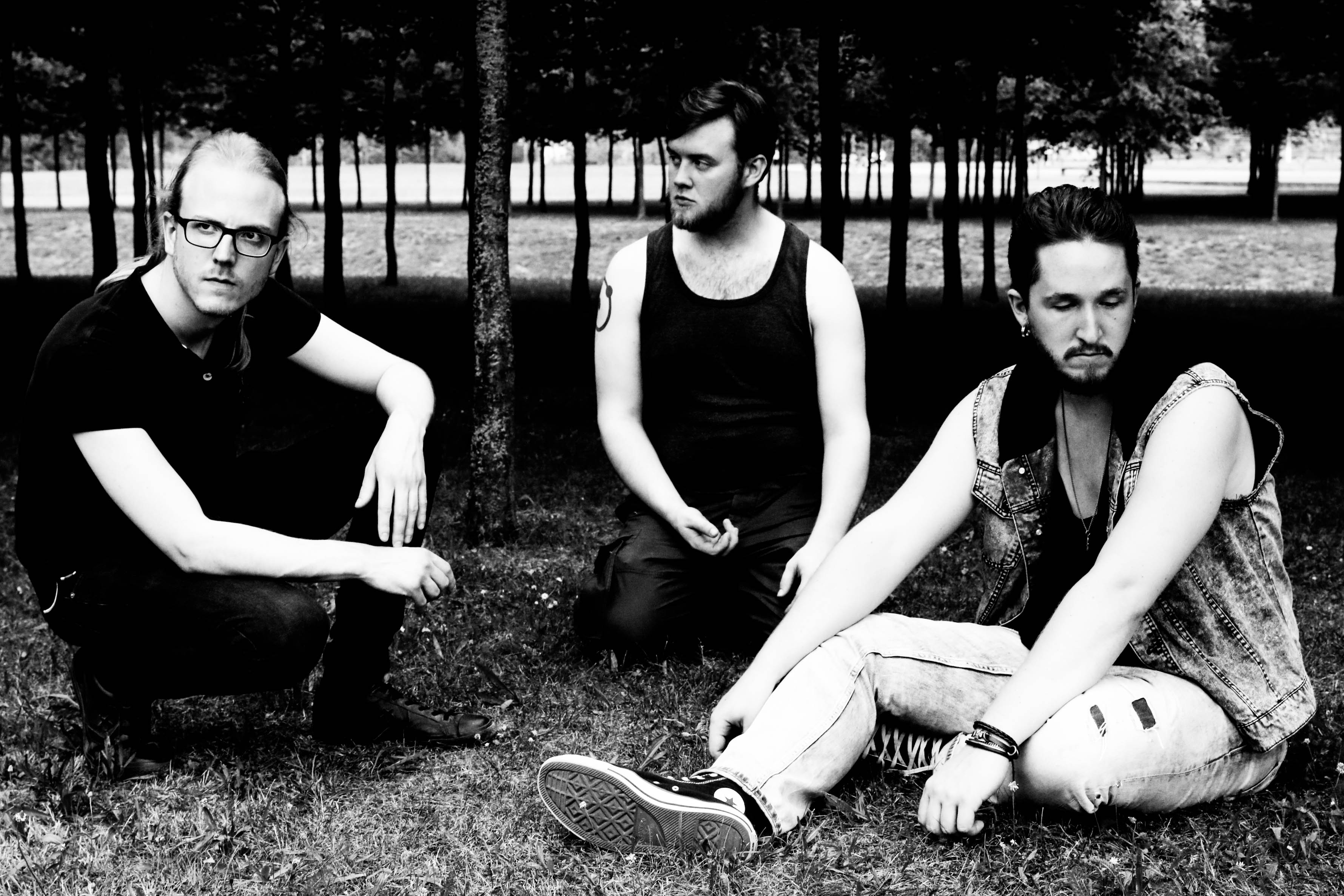
Seeking Raven als Trio-Besetzung (2016)

Seeking Raven ist eine deutsche Progressive-Rock-Band aus Nordrhein-Westfalen.
Die Gruppe wurde 2012 von János Romualdo Krusenbaum gegründet als Band-Umsetzung eines Solo-Projekts.

## Geschichte
Krusenbaum weckte mit seiner Demo-CD Lonely Art die Aufmerksamkeit des US-amerikanischen Musikers und Studio-Inhabers James Strickler.
Mit seinem Mastering optimierte Strickler die Albumaufnahmen in seinem Studio in Denver, Colorado und reichte sie an das österreichische Independent-Label W.A.R. Productions weiter. Das Label veröffentlichte Lonely Art weltweit im September 2012. Internationale Medien reagierten überwiegend positiv; so gibt unter anderem das renommierte deutsche Musikmagazin Legacy (Musikmagazin)13 von 15 möglichen Punkten, und das niederländische E-Zine Lords Of Metal spricht von „leidenschaftlichem Gesang und wunderschönen Melodien“.
Nach der Veröffentlichung von Lonely Art führte Krusenbaum Seeking Raven als Band weiter. Sie setzte sich aus Maximilian Krüger (Gitarre, Begleitgesang), Patrick Gros (Keyboard, Begleitgesang), Jens Sieloff (Bass) und Boris Frenkel (Schlagzeug) zusammen.
In dieser Besetzung tourte Seeking Raven von Anfang 2013 bis Oktober 2015 sowohl deutschlandweit als auch in Belgien, Frankreich, Luxemburg, Niederlande und Österreich. Durch das ausgiebige Touren, Support-Shows für Bands wie Blaze Bayley oder ZP Thearts (Ex-DragonForce) I Am I und durch Auftritte in einigen Internet-Formaten wie Holger Kreymeiers „Massengeschmack-TV“ erlangte die Gruppe in der Progressive-Musikszene einen Geheimtipp-Status und konnte ihren Bekanntheitsgrad ausweiten.
János Romualdo Krusenbaum schrieb neue Musikstücke für das Nachfolgealbum von Lonely Art. Der Multiinstrumentalist nahm es über das Jahr 2014 hinweg hauptsächlich in Eigenregie auf, unterstützt von Jens Sieloff am Bass und verschiedenen Gastmusikern.
Nach einem Schlagzeuger-Wechsel (Hanno Kerstan, Scanner, Mystic Prophecy) stieß Seeking Raven im Jahr 2015 auf das Interesse des deutschen Labels Dr. Music Records, die neue CD zu veröffentlichen.
Im September 2015 verließ jedoch Patrick Gros die Band aus persönlichen Gründen. Infolgedessen verharrte die Band für kurze Zeit inaktiv. Mit der Begründung einer vielschichtigen musikalischen Vision löste Krusenbaum im Oktober 2015 das bisherige Line-up auf.
Die erste Jahreshälfte 2016 absolvierte Krusenbaum Akustiksets zusammen mit Gastmusikern.
Durch die neu entstandene Bandsituation verschob sich der Veröffentlichungstermin der neuen CD The Ending Collage, bis ihn das Musiklabel schließlich für den 30. September 2016 angekündigt hat.
Mit der zweiten Jahreshälfte 2016 fand Krusenbaum in Jan Jerig (Bass, Begleitgesang) und Martin Zang (Schlagzeug, Begleitgesang) eine neue Bandbesetzung, zu der im Februar 2017 außerdem noch Max Krüger (Gitarre, Begleitgesang) aus dem ursprünglichen Line Up stieß.
Das mittlerweile veröffentlichte Album The Ending Collage konnte die Bekanntheit von Seeking Raven in der Szene weiter ausbauen und mauserte sich zu einem Kritikerliebling der Fachpresse. So wurde es unter anderem vom französischen Web-Magazin „Progcritique“ und der bekannten Progressive-Rock-Enzyklopädie Babyblaue Seiten zum „Album des Monats“ gekürt und erhielt auch sonst meist hohe Wertungen, beispielsweise 9/10 Punkte im „Silence Metal-Magazin“.
Im Oktober 2017 sammelte die Band durch eine erfolgreiche Crowdfundingkampagne das Geld für die Produktion eines dritten Albums mit dem Titel A Tale of Life, das 2019 erschien.
In einem Facebook-Post verkündete man im Dezember 2017 den Ausstieg von Bassist Jan Jerig, welcher durch Bernd Juchems ersetzt wurde.

## Stil
Schon das Debütalbum Lonely Art ist trotz der groben Einordnung in den Progressive Rock und Progressive Metal schwer an einem Genre festzumachen.
Es finden sich neben Rockmusik und Metal auch Einflüsse von Klassischer Musik, Folk und teils Funk und Jazz. Auffällig ist neben der häufig eingesetzten Tempo- und Rhythmus-Wechsel die Vokalarbeit, die mehrere Oktaven sowie Stilarten von Pop-Gesang über klassischen Gesang bis zu abstraktem Flüstern und Kopfstimme abdeckt und häufig mehrstimmig eingesetzt wird.
Im Vergleich zu anderen Genre-Vertretern ziehen sich eingängige Melodien und kompakte Strukturen durch die Musik.
Das Nachfolge-Album The Ending Collage setzt diesen Stil in leicht veränderter Weise fort. Das Zweitwerk ist ruhiger als das Debütalbum und tendiert nun mehr in Richtung Folk.
The Ending Collage ist ein Konzeptalbum, wie es sich in wiederkehrenden musikalischen und lyrischen Themen zeigt.
Mit dem dritten Album A Tale of Life will die Band die beiden musikalischen Extreme der ersten beiden Werke vereinen.

## Diskografie
Alben
- 2012: Lonely Art (W.A.R. Productions)
- 2016: The Ending Collage (Dr. Music Records)
- 2019: A Tale of Life (Calygram Records)